# Arichanna refracta
Arichanna refracta är en fjärilsart som beskrevs av Inoue 1978. Arichanna refracta ingår i släktet Arichanna och familjen mätare. Inga underarter finns listade i Catalogue of Life.